# Wośniki
Wośniki – dzielnica Radomia, dawniej wieś.
Położona w południowo-zachodniej części miasta. Obsługę komunikacyjną tej dzielnicy tworzą cztery linie autobusowe: 5, 8, 13, 16.
Osiedle domów jednorodzinnych (docelowo tworzących obszerne osiedle domów jednorodzinnych wraz z Halinowem) oraz kilkanaście bloków 4-piętrowych. Na terenie dawnego majątku ziemskiego, którego elementem jest stary, zabytkowy dwór, powstać ma centrum hippiczne. Placówki oświatowe na obszarze osiedla to: Publiczna Szkoła Podstawowa nr 26.

## Dwór w Wośnikach
Pierwsza wzmianka o Wośnikach pochodzi z 1417 roku, kiedy właścicielem był Mikołaj z Wośnik. W 1508 należały do Jeremiego z Wośnik, a w 1569 roku do Jana Podlodowskiego. Prywatna wieś szlachecka, położona była w drugiej połowie XVI wieku w powiecie radomskim województwa sandomierskiego. Wzniósł dwór renesansowy, z którego zachowały się piwnice, mury przyziemia, schody i renesansowe drzwi z metalowymi okuciami osadzone na profilowanych odrzwiach.
W 1763 roku właścicielem był podczaszy Galicki. 
Obecny dwór klasycystyczny pochodzi z przełomu XVIII i XIX wieku i zbudował go Jan Bukowiecki, ale w jego murach nadal znajdują się pozostałości dworu renesansowego Jana Podlodowskiego. W 1789 roku od sukcesorów Jana Bukowieckiego dwór kupił Franciszek Józef Kiernicki. W 1804 roku sprzedał go swojemu synowi Ksaweremu Kiernickiemu. W 1862 roku właścicielem został Edward Brzozowski. W 1896 roku Eufemia Brzozowska sprzedała majątek, którego właścicielem został Władysław Aleksander Pruszak herbu Leliwa. Aktem z 25 lipca 1938 r. przekazał go synowi Maciejowi. W czasie II wojny światowej Maciej Pruszak i jego rodzina zostali wyrzuceni z dworu przez okupantów niemieckich. W czasie okupacji przez III Rzeszą niemiecką mieścił się tu majątek doświadczalny. Po zakończeniu II wojny światowej w 1945 roku majątek został przejęty przez państwo i rozparcelowany. Dwór mieścił Zespół Szkół Agrotechnicznych i Gospodarki Żywieniowej. Po 2008 roku zrujnowany dwór odzyskała rodzina Pruszaków, która następnie sprzedała go Markowi Romanowskiemu (dealerowi marki Toyota i Lexus), który w porozumieniu z konserwatorem zabytków przeprowadził częściowe prace zabezpieczające.
Dwór został wpisany do rejestru zabytków pod numerem 141/A/82 z 15.03.1982 i z 5.06.2009